# (7845) Mckim
(7845) Mckim (1996 AC) – planetoida z pasa głównego asteroid okrążająca Słońce w ciągu 5,68 lat w średniej odległości 3,18 j.a. Odkryta 1 stycznia 1996 roku.